# Christian Franke (Schlagersänger)
Christian Franke (* 15. Februar 1956 in Nürnberg) ist ein deutscher Sänger, Komponist und Produzent.

## Leben
Christian Franke nahm 1981 seine erste Single Ich wünsch dir die Hölle auf Erden auf, mit der er seinen bisher größten Erfolg hatte. Das Lied war 26 Wochen in den Charts von Media Control. Charakteristisch ist der durch die Kopfstimme erreichte hohe Schlusston des Liedes. Es folgten die Singles Was wäre wenn und Wenn du gehst, stürzt nicht der Himmel ein, die sich ebenfalls in den Charts platzieren konnten. In den 1990er Jahren konzentrierte er sich auf seine Tätigkeit als Produzent (unter anderem für Udo Jürgens).
2002 erschien nach 20 Jahren das Album Genau wie du. Ein Jahr später erschien eine CD mit seinen alten Hits. 2009 erschien die Single Geh nicht fort (Guardian Angel) neu, mit der Franke sein kommerzielles Comeback feierte. 2010 erschienen die Singles Wenn du jetzt gehst (fallen nie Tränen) und Weil wir lieben, waren aber weniger erfolgreich. Mit Der Apfelbaum, produziert von David Brandes und begleitet von Edward Simoni, gelang Franke 2011 erneut der Eintritt in die Charts und mit Platz 45 die höchste Position seit den 1980er Jahren. Im April 2012 erschien das Album Leben! gemeinsam mit Edward Simoni. Ein weiterer Song ist Doch schweigen werde ich nicht.
Christian Franke lebt im Saarland, ist verheiratet und hat einen Sohn mit dem Namen Marvin. 

## Ehrungen
- 1982: Goldene Stimmgabel
- 2011: Smago Award

## Diskografie

### Alben
- 1982: Du und ich
- 2002: Genau wie du
- 2003: Best of Christian Franke
- 2012: Leben (mit Edward Simoni)
- 2024: Herzwolkenbruch

### Singles
- 1981: Ich wünsch’ dir die Hölle auf Erden
- 1982: Was wäre, wenn …
- 1982: Wenn du gehst, stürzt nicht der Himmel ein
- 1983: Du bist die Frau, die ich liebe
- 1983: Wenn ich nicht mehr da bin
- 1983: Daniela
- 1984: Dann bleibt das Herz kurz stehn
- 1984: Lebenslänglich
- 1985: Ewigkeit
- 1985: Hunger nach Zärtlichkeit
- 1986: Ich hab’ nur ein Herz
- 1988: In deiner Hand
- 1999: Sprung im Herzen
- 2000: Genau wie du
- 2002: Komm schon
- 2009: Geh nicht fort (Guardian Angel)
- 2010: Wenn du jetzt gehst (fallen nie Tränen)
- 2010: Weil wir lieben
- 2011: Doch schweigen werd ich nicht
- 2011: Der Apfelbaum (mit Edward Simoni)
- 2011: Lass sie nie wieder los (mit Edward Simoni)
- 2012: Ich habe gelebt (mit Edward Simoni)
- 2012: Ein neuer Ozean (mit Edward Simoni)
- 2012: Angel Eyes (mit Edward Simoni)
- 2015: Wer die Augen schließt (wird nie die Wahrheit seh’n) 2015 (als Teil von Mut zur Menschlichkeit)
- 2024: Herzwolkenbruch
- 2024: Überdosis Glücksgefühl